# Yvonne Orji
Yvonne Anuli Orji (Porto Harcourt, 2 de dezembro de 1983) é uma atriz e comediante nigeriana-americana. Ela é mais conhecida por seu papel na série de televisão Insecure (2016-presente), pela qual foi indicada para o Primetime Emmy Award e três NAACP Image Awards.

## Biografia

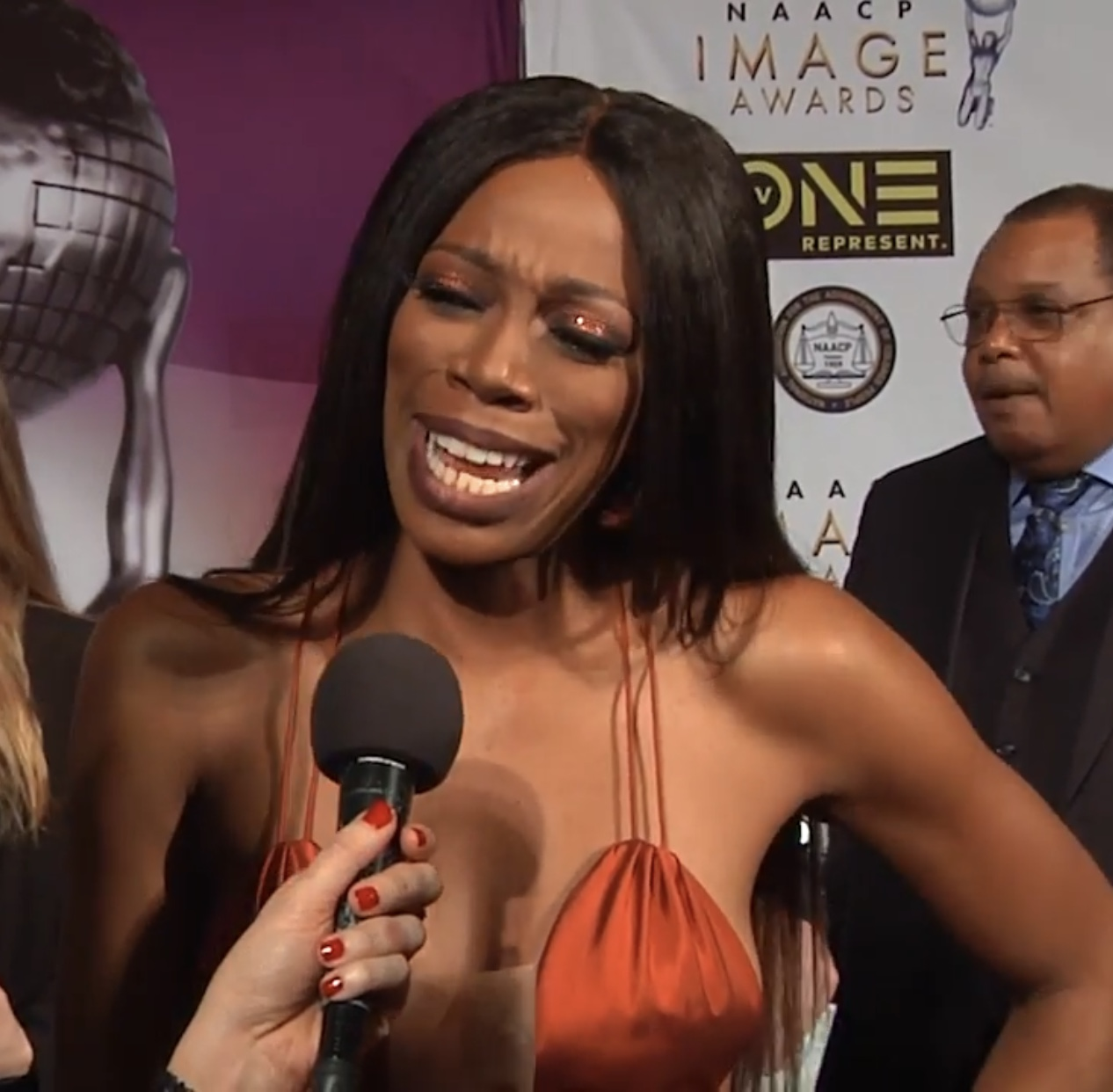
Yvonne Orji em fevereiro de 2017

Orji nasceu em 2 de dezembro de 1983, em Porto Harcourt, Lagos, Nigéria, e cresceu em Laurel, Maryland, nos Estados Unidos. Ela concluiu o ensino médio na pequena cidade de Lititz, Pensilvânia, onde estudou na Linden Hall, o internato feminino mais antigo do país. Ela obteve seu bacharelado em artes liberais pela George Washington University e também concluiu o mestrado em saúde pública pela George Washington University. Os pais de Orji esperavam que ela se tornasse médica, advogada, farmacêutica ou engenheira. No entanto, ela foi inspirada a fazer comédia quando era estudante de pós-graduação, quando se apresentou um stand-up em um curso de talento.
Após a graduação, em 2009, Orji mudou-se para Nova York para seguir com a carreira de comediante.  Em 2015, ela conseguiu o papel de Molly em Insecure sem um agente ou qualquer experiência real na área da atuação. Em 2021, iniciou o desenvolvimento de uma série para a Disney + intitulada  First Gen. A série é baseada baseada em sua experiência pessoal como imigrante nigeriana nos Estados Unidos e será produzida por Oprah Winfrey e David Oyelowo.
Orji é o autora do livro Bamboozled by Jesus.

## Filmografia
| Ano           | Titulo                                                                  | Papel               | Notas                                   |
| ------------- | ----------------------------------------------------------------------- | ------------------- | --------------------------------------- |
| 2011          | Love That Girl!                                                         | Njideka             | Episódio: "Head Shrunk"                 |
| 2013          | Sex (Therapy) with the Jones                                            | Moshinda            | Curta                                   |
| 2016–presente | Insecure                                                                | Molly Carter        | 34 episódios                            |
| 2017          | Jane the Virgin                                                         | Stacy               | 2 episódios                             |
| 2017          | Flip the Script                                                         | Ad Exec 1           | Episódio: "Mad Woman"                   |
| 2018          | Night School                                                            | Maya                |                                         |
| 2019          | A Black Lady Sketch Show                                                | Comissária de bordo | Episódio: "Why Are Her Pies Wet, Lord?" |
| 2020          | Yvonne Orji: Mamãe, Eu Consegui! (Momma, I Made It!)[carece de fontes?] | Ela mesma           | especial de comédia da HBO              |
| 2020          | Spontaneous                                                             | Agent Carla Rosetti |                                         |
| 2021          | Vacation Friends                                                        | Emily               | Pós-produção                            |

## Prêmios e indicações
| Ano  | Prêmio                    | Categoria                                        | Trabalho | Resultado |
| ---- | ------------------------- | ------------------------------------------------ | -------- | --------- |
| 2020 | Prémios Emmy do Primetime | Melhor atriz coadjuvante em uma série de comédia | Insecure | Indicada  |